# SN 1998aq
SN 1998aq是一颗位于NGC 3982星系中的超新星。它由业余天文学家马克·阿姆斯特朗发现。

B带亮度达到最大后一天Ia型超新星SN 1998aq的光谱